# Дорога французских королей

Знак, обозначающий Путь Святого Иакова

Дорога  французских королей — главная паломническая дорога на севере Испании, протягивающаяся на 675,5  км от Памплоны до Сантьяго де Компостелы, часть Пути Святого Иакова.
Продолжительность — примерно 35 дней (зависит от скорости передвижения).
Благоприятное время — с апреля по октябрь.

## Этапы
1-й этап, 19 км: Памплона — Пуэнте-ла-Рейна:
Памплона (Cizur) — Guenduláin — Zariquiegui — Етегра — Обанос — Пуэнте-ла-Рейна.
2-й этап, 19 км: Пуэнте-ла-Рейна — Эстелья:
Пуэнте-ла-Рейна — Маньеру — Сираки — Lorca — Villatuerta — Эстелья.
3-й этап, 20,4 км: Эстелья — Лос-Аркос:
Эстелья — Azqueta — Villamayor — Лос-Аркос.
4-й этап, 18,5 км: Лос-Аркос — Виана:
Лос-Аркос — Sansol — Torres del Rio — Ntra. Sra. Poyo — Виана.
5-й этап, 21 км: Виана — Наваррете:
Виана —  Ermita de La Trinidad de Cuevas — Logroño — Наваррете.
6-й этап, 14 км: Наваррете — Нахера (Риоха):
Наваррете —  Gravera — Нахера (Риоха).
7-й этап, 20,7 км:  Нахера (Риоха) — Санто-Доминго-де-ла-Кальсада:
Нахера (Риоха) — Azofra — Crucero — Cirueña — Санто-Доминго-де-ла-Кальсада.
8-й этап, 21,7 км: Санто-Доминго-де-ла-Кальсада — Белорадо:
Санто-Доминго-де-ла-Кальсада — Grañon — Redecilla — Castildelgado — Villamayor — Белорадо.
9-й этап, 23,7 км: Белорадо — Сан-Хуан-де-Ортега:
Белорадо — Tosantos — Villambistia — Espinosa — Villafranca — Eta. Valdelafuentes — Сан-Хуан-де-Ортега.
10-й этап, 22,8 км: Сан-Хуан-де-Ортега — Бургос:
Сан-Хуан-де-Ортега — Ages — Атапуэрка — Орбанеха — Villafria — Бургос.
11-й этап, 38,3 км: Бургос — Кастрохерис:
Бургос — Villalbilla — Tardajos — Rabe de las Calzadas — Hornillas del Camino — Hontanas — Кастрохерис.
12-й этап, 25 км: Кастрохерис — Фромиста:
Кастрохерис — Itero de la Vega — Boadilla — Фромиста.
13-й этап, 19,2 км: Фромиста — Каррион-де-лос-Кондес:
Фромиста — Poblacion — Revenga — Villarmentero — Villalcazar — Каррион-де-лос-Кондес.
14-й этап, 37,6 км: Kаррион-де-лос-Кондес — Саагун:
Kаррион-де-лос-Кондес — Abadia Benevivera — Calzadilla — Ledigos — Terradillos — Moratinos — San Nicolas — Саагун.
15-й этап, 17,7 км: Саагун — Эль-Бурго-Ранеро:
Саагун — Calzada del Coto — Bercianos — Эль-Бурго-Ранеро.
16-й этап, 18,6 км: Эль-Бурго-Ранеро — Мансилья-де-лас-Мулас:
Эль-Бурго-Ранеро — Villamarco — Reliegos — Мансилья-де-лас-Мулас.
17-й этап, 17 км: Мансилья-де-лас-Мулас — Леон:
Мансилья-де-лас-Мулас — Villamoros — Villarente — Arcahueja — Valdelafuente — Puente Castro — Леон.
18-й этап, 21,8 км: Леон — Вильядангос-дель-Парамо:
Леон — Trobajo del Camino — Virgen del Camino — Valverde — San Miguel del Camibo — Вильядангос-дель-Парамо.
19-й этап, 26 км: Вильядангос-дель-Парамо — Асторга:
Вильядангос-дель-Парамо — San Martin — Puente Orbigo — Villares — Santibañez — San Justo — Асторга.
20-й этап, 19,5 км: Асторга — Санта-Коломба-де-Сомоса (Rabanal):
Асторга — Murias — Sta. Catalina — El Ganso — Puente de Pañote — Санта-Коломба-де-Сомоса (Rabanal).
 21-й этап, 32 км: Санта-Коломба-де-Сомоса (Rabanal) — Понферрада:
Санта-Коломба-де-Сомоса (Rabanal) — Foncebadon — Manjarin — El Acebo — Molinaseca — Понферрада.
22-й этап, 23,3 км: Понферрада — Вильяфранка-дель-Бьерсо:
Понферрада — Fuentes Nuevas — Camponaraya — Cacebelos — Вильяфранка-дель-Бьерсо.
23-й этап, 27,8 км: Вильяфранка-дель-Бьерсо — О Себрейро:
Вильяфранка-дель-Бьерсо — Trabadelo — Ambasmestas — Herrerias — La Faba — О Себрейро.
24-й этап, 38,5 км: О Себрейро — Сарриа:
О Себрейро — Liñares — Padornelo — Biduedo — Triacastela — Montan —  Сарриа.
25-й этап, 21,5 км: Сарриа —  Пуэртомарин:
Сарриа — Barbadelo — Mouzos — Lavandeira — Пуэртомарин.
26-й этап, 23,9 км: Пуэртомарин — Палас-де-Рей:
Пуэртомарин — Gonzar — Ventas de Naron — Eirexe — Палас-де-Рей.
27-й этап, 28,6 км: Палас-де-Рей — Палас-де-Рей-Арсуа:
Палас-де-Рей — San Xulian — Leboreiro — Melide — Castañeda — Палас-де-Рей-Арсуа.
28-й этап, 38,4 км: Палас-де-Рей-Арсуа — Сантьяго-де-Компостела:
Палас-де-Рей-Арсуа — Calzada — Salceda — Sta. Irene — Arca — Vilamajor —  Сантьяго-де-Компостела.

## Книги и фильмы про Путь Сантьяго
1. Фильм «Путь», 2010 год, режиссер Эмилио Эстевес
2. Фильм и книга «I’ll Push You» («Я буду тебя толкать»), 2014, Патрик Грэй (Patric Gray) и Джастин Скизук
3. Книга Пауло Коэльо «Дневник мага», которая после публикации дала новую жизнь Пути Сантьяго и повысила поток туристов в тысячи раз.
4. Книга Галины Парсеговой. Камино-де-Сантьяго (Путь Св. апостола Иакова). Самое необычное путешествие по Испании
5. Рюфен, Жан-Кристоф, Бессмертным путем святого Иакова. — М.: Центрполиграф, 2014. — 255 с. — ISBN 978-5-277-05399-2.